# Saint-Mars-du-Désert (Loire-Atlantique)
Pour les articles homonymes, voir Saint-Mars-du-Désert.
Saint-Mars-du-Désert [sɛ̃.maʁ.dy.dezɛʁ]  est une commune française de l'Ouest de la France, située dans le département de la Loire-Atlantique, en région Pays de la Loire.
La commune fait partie de la Bretagne historique, dans le pays historique du Pays nantais.
Ses habitants sont les Marsiens et les Marsiennes.

## Géographie

### Situation

Situation de la commune de Saint-Mars-du-Désert dans le département de la Loire-Atlantique

La ville de Saint-Mars-du-Désert est située à 19 km du nord-est de Nantes, entre la vallée de l'Erdre et la vallée de la Loire.

### Communes limitrophes
Les communes limitrophes sont Petit-Mars, Ligné, Carquefou, Le Cellier, Mauves-sur-Loire et Sucé-sur-Erdre.

### Climat
Pour des articles plus généraux, voir Climat des Pays de la Loire et Climat de la Loire-Atlantique.
En 2010, le climat de la commune est de type climat océanique franc, selon une étude du CNRS s'appuyant sur une série de données couvrant la période 1971-2000. En 2020, Météo-France publie une typologie des climats de la France métropolitaine dans laquelle la commune est exposée à un climat océanique et est dans la région climatique  Bretagne orientale et méridionale, Pays nantais, Vendée, caractérisée par une faible pluviométrie en été et une bonne insolation. 
Pour la période 1971-2000, la température annuelle moyenne est de 11,8 °C, avec une amplitude thermique annuelle de 13,8 °C. Le cumul annuel moyen de précipitations est de 770 mm, avec 12,4 jours de précipitations en janvier et 6,3 jours en juillet. Pour la période 1991-2020, la température moyenne annuelle observée sur la station météorologique de Météo-France la plus proche, sur la commune de Nort-sur-Erdre à 11 km à vol d'oiseau, est de 12,4 °C et le cumul annuel moyen de précipitations est de 760,4 mm,. Pour l'avenir, les paramètres climatiques de la commune estimés pour 2050 selon différents scénarios d'émission de gaz à effet de serre sont consultables sur un site dédié publié par Météo-France en novembre 2022.

## Urbanisme

### Typologie
Au 1er janvier 2024, Saint-Mars-du-Désert est catégorisée bourg rural, selon la nouvelle grille communale de densité à sept niveaux définie par l'Insee en 2022.
Elle appartient à l'unité urbaine de Saint-Mars-du-Désert, une unité urbaine monocommunale constituant une ville isolée,. Par ailleurs la commune fait partie de l'aire d'attraction de Nantes, dont elle est une commune de la couronne,. Cette aire, qui regroupe 116 communes, est catégorisée dans les aires de 700 000 habitants ou plus (hors Paris),.

### Occupation des sols
L'occupation des sols de la commune, telle qu'elle ressort de la base de données européenne d’occupation biophysique des sols Corine Land Cover (CLC), est marquée par l'importance des territoires agricoles (72 % en 2018), en diminution par rapport à 1990 (73,6 %). La répartition détaillée en 2018 est la suivante : 
zones agricoles hétérogènes (44 %), terres arables (19,1 %), zones humides intérieures (13,5 %), prairies (6,5 %), eaux continentales (5,9 %), zones urbanisées (5,5 %), cultures permanentes (2,5 %), espaces verts artificialisés, non agricoles (2,3 %), mines, décharges et chantiers (0,8 %). L'évolution de l’occupation des sols de la commune et de ses infrastructures peut être observée sur les différentes représentations cartographiques du territoire : la carte de Cassini (XVIIIe siècle), la carte d'état-major (1820-1866) et les cartes ou photos aériennes de l'IGN pour la période actuelle (1950 à aujourd'hui).

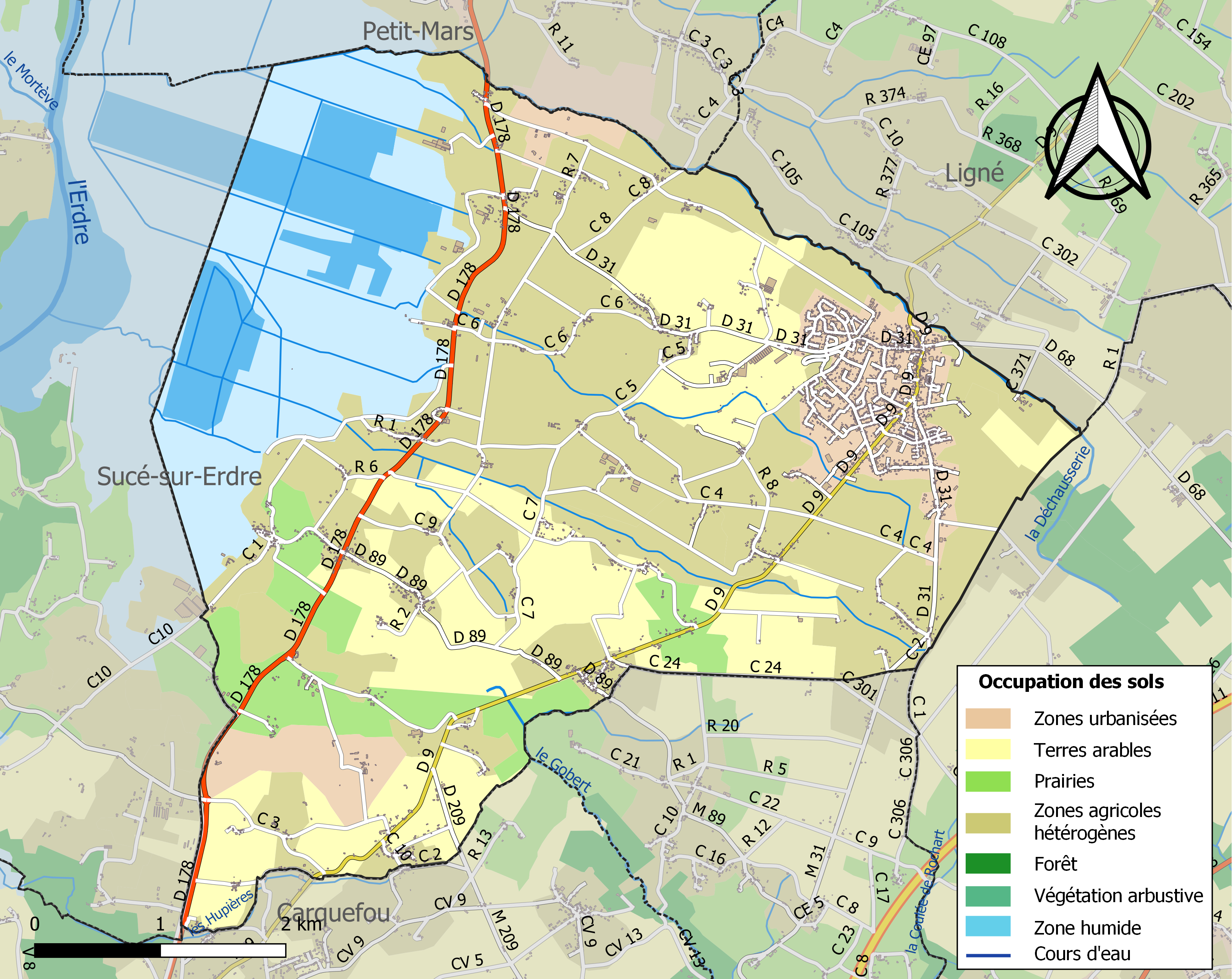
Carte des infrastructures et de l'occupation des sols de la commune en 2018 (CLC).

## Toponymie
La localité est attestée sous sa forme latine Sanctum Medardum dès 1123.
Le nom de Saint-Mars-du-Désert vient du latin Sanctus Medardus : « Saint Médard », patron de la paroisse ; le mot désert rappelle l'engloutissement des terres par l'Erdre.[réf. nécessaire]
Saint-Mars possède un nom en gallo, la langue d'oïl locale : Saint-Mâr selon l'écriture ABCD ou Sint-Mârr selon l'écriture MOGA. Le nom gallo se prononce [sɛ̃.mɑʁ]).
En breton, son nom est Sant-Marzh-an-Dezerzh.

## Histoire
Les Gaulois établissent leurs habitations près du ruisseau de l'Erdre. Les Romains font ensuite la conquête du Pays. Ils défrichent en partie la forêt qui recouvre la contrée. Ils élèvent un temple et un cirque à Petit-Mars et s'installent sur les hauteurs voisines comme en témoigne la découverte à la Pinsonnerie d'une villa gallo-romaine et d'une voie. Les Romains donnent le nom de leur Dieu de la Guerre, Mars, à cette forêt.
Fin du IVe siècle ou milieu du Ve siècle (453) : c'est l'invasion des Huns, qui pillent la commune. Le pays devient un désert, c'est-à-dire non cultivé.
Entre 550 et 583 : saint Félix, évêque de Nantes, fait élever une digue à la Chaussée Barbin à Nantes (au niveau du pont Général-de-la-Motte-Rouge) pour rendre l'Erdre plus navigable. Les eaux refluent vers ce qui reste de la forêt de Mars dont les arbres commencent à pourrir. Un ouragan achèvera plus tard de les coucher. C'est la naissance des marais de Mazerolles.
Xe siècle : une fondation religieuse est élevée en l'honneur de Saint Médard (évêque de Noyon) par l'abbaye de Soissons et donne naissance au bourg actuel.
- 1070 : nous voyons mentionner le premier seigneur connu de Saint Mars : le Sieur Gosselin de Mars.
- XIIIe siècle : La forêt, un moment resurgie, disparaît une seconde fois.
- XIVe siècle : première mention de « Sanctus Medardus de deserto ».

### XVIIesiècle
- 1602 : fondation de la chapelle de la Ceriseraie
- 1639 : violente épidémie de dysenterie

### XVIIIesiècle
- 1708-1709 : un terrible hiver s'abat sur Saint-Mars
- Fin 1773 ou 9 février 1774 : naissance de Julienne David aux « Places ». Pendant la Révolution, elle sert la cause royaliste déguisée en homme. Faite prisonnière, elle s'évade. Elle s'engage plus tard comme corsaire sous le nom de Jacques David. Faite prisonnière, elle est déportée sur un ponton anglais. Elle tente de se suicider, mais le poison est inefficace. Un prisonnier révèle son sexe à ses geôliers qui la libèrent. Sa détention avait duré 8 ans. Elle devient célèbre. Revenue en France, les religieuses l'emploient sous le nom de « Frère Arsène ». Puis elle est jardinier, roulier, et garçon d'écurie sous le nom de « Jacquot » chez un loueur de fiacres nommé « Dardare ». Elle meurt le 26 janvier 1843. Une rue du quartier Sainte-Anne à Nantes porte aussi son nom.
- 1790 : Le premier maire fut Monsieur Jean Perchais, un riche notaire, chef local de la contre-révolution. Messieurs Perchais et Dougé sont les premiers à signer les registres d'État-civil.
- 5 avril 1793 : Jean Grégoire, du Patis Ménoret, est torturé à mort, en raison de ses opinions royalistes
- Décembre 1793 : Incendie des châteaux des Yonnières et du Perray.
- 18 avril 1794 : Marsien, François-Joseph Marie Douge, né le 9 novembre 1748 au village de Broussais, ordonné prêtre fin 1774, curé de Saint-Mars-du-Désert, est guillotiné place du Bouffay à Nantes le 18 avril 1794.
- 12 août 1795 : Bataille de La Ceriseraie : un détachement du bataillon d'Arras est exterminé par la population de Saint-Mars et des environs acquise aux idées royalistes (on nommait la contrée « la Petite Vendée ») et rendue furieuse par les massacres de Quiberon.

### XIXesiècle
- 1815 à 1844 : existence d'un collège pensionnat à Saint Mars.
- 1819 : création du cimetière sur son emplacement actuel.
- 1849 à 1852 : constructions de l'église, de la mairie et de l'école publique sous l'impulsion de Monsieur Adolphe de Cadaran.
- 1871 : grave épidémie de variole, qui tua 80 personnes. Monsieur François Briand, ancien zouave pontifical meurt en soignant les malades.
- 1873 : affreuses inondations
- 1877 : baptême des cloches paroissiales : Marie-Amélie 1 300 kg, note ré, Marie-Élisabeth 800 kg, note fa, Marie-Georgette 600 kg, note sol, Anne-Léontine 400 kg, note la.
- 1880 à 1885 : ouverture de la voie de chemin de fer, dite « le train du charbon »
- 1898 : le Calvaire du Patis Ménoret est érigé le 6 février. À la suite d'une tempête le 12 novembre 1935, le calvaire est abattu. Le 17 janvier 1937, celui-ci est restauré et la statue de Sainte Bernadette est placée à l'emplacement réservé en 1898.

### XXesiècle
- 1914-1918 : en 1914 la commune comptait 1 887 habitants. 395 furent mobilisés et 85 sont morts pour la France.
- 1921-1922 : création de la « Jeanne d'Arc », la plus ancienne société de Saint-Mars.
- 1933 : en mai, découverte dans le champ des Prostères (ou Pratelots) sur la route de Brouaissais de ruines gallo-romaines. Une amphore est conservée au musée Dobrée.
- août 1944 : Dans la nuit du 3 au 4 août 1944 : des prisonniers s'évadent d'un train (convoi de Langeais) qui les emmenait de Rennes vers Segré et l'Allemagne. 27 prisonniers réussirent leur évasion, mais 4 furent exécutés par les Allemands[16],[17].

## Héraldique
| Blason | Blasonnement : D'azur à trois cylindres horaires (clepsydres) d'or. Commentaires : Ces cylindres horaires (ou bornes des bergers) sont les armes de la famille de Cadaran de Saint-Mars.(Le chevalier de Cadaran était seigneur de Saint-Mars-du-Désert). Encyclopédie Planche XI – no 614 sous le nom de « Cadran » ; on les trouve dans De solaribus horologiis d'A. Finé en 1560. Blason conçu par l'héraldiste Michel Pressensé. |

## Politique et administration

### Résultats électoraux
En 2001, l'élection municipale a vu deux listes s'affronter : Agir ensemble pour le renouveau menée par Annie-France Touzot fut élue dès le premier tour (23 sièges) face à la liste Bien vivre à Saint-Mars-du-Désert dirigée par Roger Lecomte (maire sortant et ancien premier adjoint de 1989 à 1996).
En 2008, lors d'élections municipales tendues quatre listes (toutes Divers droite) se sont affrontées au premier et deuxième tour :
Entreprendre et réussir pour Saint-Mars conduite par le premier adjoint sortant, Frédéric Maindron, obtient 45,33 % des voix au premier tour et 48,79 % au deuxième (21 sièges),
Réanimons Saint-Mars-du-Désert menée par Jean-François Marciadri ancien conseiller municipal recueillit 20,87 % des voix au premier tour et 23,13 % au deuxième (trois sièges),
Saint-Mars réagit, Saint-Mars progresse emmenée par Jean-Alain Gauthier obtient 18,29 % des voix au premier tour et 15,40 % au deuxième (deux sièges),
Être à l'écoute pour avancer ensemble dirigée par Annie-France Touzot maire sortante recueillit 15,22 % des voix au premier tour et 12,68 % au deuxième (un siège).
Au niveau national, jusqu'en 2012, la commune de Saint-Mars-du-Désert votait plutôt à droite : Le décompte des votes du 2e tour de l'élection présidentielle de 2007 a vu Nicolas Sarkozy (UMP) arriver en tête avec 52 % des voix devant Ségolène Royal (PS) avec 48 % ; aux Élections législatives de 2007 Michel Hunault (Nouveau Centre) atteint 53,40 % des voix au second tour face à Pascal Bioret (PS) 46,14 % des voix.
En 2012, François Hollande (PS) devance -avec 51,40 % des voix- Nicolas Sarkozy (UMP) qui totalise 48,60 %, la tendance se confirme lors des élections législatives de 2012 où Michel Ménard (PS) devance Maurice Perrion (Alliance centriste).
Le 6 janvier 2013, lors de la traditionnelle cérémonie des vœux, Frédéric Maindron annonce son retrait de la vie municipale après les élections municipales de 2014, il apporte dans la foulée son soutien à Barbara Nourry, adjointe. La liste de Barbara Nourry fait face à deux autres listes : celle de Jean-François Marciadri, conseiller municipal d'opposition et celle de Bernard Retière.

### Administration municipale
L'ancien maire Frédéric Maindron (DVD) fut auparavant conseiller municipal (1995-1996), sixième adjoint (1996-2000) et premier adjoint (2001-2008). Barbara Nourry, maire actuelle (UDI) fut adjointe à la Vie associative et sportive, puis à l'Urbanisme.
Saint-Mars-du-Désert est doté depuis février 2011 d'un Conseil Municipal Jeunes, c'est le troisième mandat après celui de 2004-2006 et celui de 2006-2008.

### Liste des maires
| Période                                  | Période               | Identité                    | Étiquette | Qualité |
| ---------------------------------------- | --------------------- | --------------------------- | --------- | --- |
| 1790                                     | 1793                  | Jean Perchais, Pierre Douge |           | |
| 1793                                     | 1795                  | M. Cahier                   |           | |
| 1795                                     | 1799                  | M. Retière                  |           | |
| 1799                                     | 1815                  | Michel Bouchet              |           | |
| 1815                                     | 1830                  | Gabriel de Cadaran          |           | |
| octobre 1830                             | 22 septembre 1846     | Jean Ganuchaud              |           | |
| 22 septembre 1846                        | 21 février 1847       | Adolphe de Cadaran          |           | (administration provisoire)                                                                                      |
| 21 février 1847                          | 20 mars 1848          | Adolphe de Cadaran          |           | |
| 20 mars 1848                             | 10 août 1848          | Jean Ganuchaud              |           | (maire provisoire)                                                                                               |
| 10 août 1848                             | 19 novembre 1852      | Adolphe de Cadaran          |           | |
| 19 novembre 1852                         | 24 septembre 1865     | Étienne Ganuchaud           |           | |
| 24 septembre 1865                        | 4 novembre 1866       | Alexandre Clouet            |           | |
| 4 novembre 1866                          | 14 mai 1871           | Pierre Hardy                |           | |
| 14 mai 1871                              | 27 décembre 1891      | Étienne Ganuchaud           |           | |
| 27 décembre 1891                         | 6 septembre 1903      | Georges Ganuchaud           |           | |
| 6 septembre 1903                         | 11 mai 1904           | Pierre Perchais             |           | |
| 11 mai 1904                              | 17 mai 1925           | Georges Ganuchaud           |           | |
| 17 mai 1925                              | 26 octobre 1947       | Hippolyte Bureau            |           | |
| 26 octobre 1947                          | 28 mars 1965          | Paul Simoneau               |           | |
| 28 mars 1965                             | 21 mars 1971          | Jean Bélier                 |           | |
| 21 mars 1971                             | 20 mars 1977          | Michel Pageau               |           | |
| 20 mars 1977                             | 11 mars 1983          | Henri Coulon                | DVD       | Retraité agricole                                                                                                |
| 11 mars 1983                             | 13 avril 1996 (décès) | Philippe Touzot             | DVD       | Directeur du CDT de Loire-Atlantique                                                                             |
| 13 avril 1996                            | 14 juin 1996          | Yvonne Briant               |           | Mère au foyer, adjointe Maire par intérim                                                                        |
| 14 juin 1996                             | 16 mars 2001          | Roger Lecomte               | RPR       | Sous-directeur de la CAF de la Loire-Atlantique Responsable cantonal du RPR                                      |
| 16 mars 2001                             | 22 mars 2008          | Annie-France Touzot         | DVD       | Cadre administratif retraitée Veuve de Philippe Touzot                                                           |
| 22 mars 2008                             | 29 mars 2014          | Frédéric Maindron           | NC-UDI    | Directeur régional pour un fabricant de peinture                                                                 |
| 29 mars 2014                             | En cours              | Barbara Nourry              | UDI       | Adjointe administrative Conseillère régionale des Pays-de-la-Loire (2015 → ) Vice-présidente du conseil régional |
| Les données manquantes sont à compléter. |                       |                             |           | |

### Intercommunalité
Saint-Mars-du-Désert fait partie de la communauté de communes d'Erdre et Gesvres. La commune y est représentée par le maire et trois autres élus communautaires.

### Fiscalité
| Taxe                                                | Taux appliqué (part communale) | Recettes dégagées en € |
| --------------------------------------------------- | ------------------------------ | ---------------------- |
| Taxe d'habitation (TH)                              | 33,37 %                        | 1 270 000              |
| Taxe foncière sur les propriétés bâties (TFPB)      | 33,37 %                        | 911 000                |
| Taxe foncière sur les propriétés non bâties (TFPNB) | 78,35 %                        | 91 000                 |

## Population et société

### Démographie
Selon le classement établi par l'Insee, Saint-Mars-du-Désert est une ville isolée qui fait partie de l'aire urbaine, de la zone d'emploi et du bassin de vie de Nantes. Toujours selon l'Insee, en 2010, la répartition de la population sur le territoire de la commune était considérée comme « peu dense » : 98 % des habitants résidaient dans des zones « peu denses » et 2 % dans des zones « très peu denses ».

#### Évolution démographique
L'évolution du nombre d'habitants est connue à travers les recensements de la population effectués dans la commune depuis 1793. Pour les communes de moins de 10 000 habitants, une enquête de recensement portant sur toute la population est réalisée tous les cinq ans, les populations de référence des années intermédiaires étant quant à elles estimées par interpolation ou extrapolation. Pour la commune, le premier recensement exhaustif entrant dans le cadre du nouveau dispositif a été réalisé en 2004.

En 2022, la commune comptait 5 435 habitants, en évolution de +13,54 % par rapport à 2016 (Loire-Atlantique : +6,68 %, France hors Mayotte : +2,11 %).
| 1793  | 1800  | 1806  | 1821  | 1831  | 1836  | 1841  | 1846  | 1851  |
| ----- | ----- | ----- | ----- | ----- | ----- | ----- | ----- | ----- |
| 1 397 | 1 386 | 1 412 | 1 594 | 1 708 | 1 647 | 1 840 | 1 851 | 1 880 |

| 1856  | 1861  | 1866  | 1872  | 1876  | 1881  | 1886  | 1891  | 1896  |
| ----- | ----- | ----- | ----- | ----- | ----- | ----- | ----- | ----- |
| 1 856 | 1 788 | 1 814 | 1 758 | 1 829 | 1 915 | 1 957 | 1 944 | 1 900 |

| 1901  | 1906  | 1911  | 1921  | 1926  | 1931  | 1936  | 1946  | 1954  |
| ----- | ----- | ----- | ----- | ----- | ----- | ----- | ----- | ----- |
| 1 887 | 1 942 | 1 882 | 1 734 | 1 753 | 1 690 | 1 615 | 1 454 | 1 549 |

| 1962  | 1968  | 1975  | 1982  | 1990  | 1999  | 2004  | 2006  | 2009  |
| ----- | ----- | ----- | ----- | ----- | ----- | ----- | ----- | ----- |
| 1 645 | 1 716 | 2 033 | 2 831 | 3 127 | 3 407 | 3 893 | 3 985 | 4 011 |

| 2014  | 2019  | 2022  | - | - | - | - | - | - |
| ----- | ----- | ----- | - | - | - | - | - | - |
| 4 571 | 5 118 | 5 435 | - | - | - | - | - | - |

#### Pyramide des âges
La population de la commune est relativement jeune.
En 2018, le taux de personnes d'un âge inférieur à 30 ans s'élève à 39,0 %, soit au-dessus de la moyenne départementale (37,3 %). À l'inverse, le taux de personnes d'âge supérieur à 60 ans est de 19,2 % la même année, alors qu'il est de 23,8 % au niveau départemental.
En 2018, la commune comptait 2 545 hommes pour 2 464 femmes, soit un taux de 50,81 % d'hommes, largement supérieur au taux départemental (48,58 %).
Les pyramides des âges de la commune et du département s'établissent comme suit.
| Hommes | Classe d’âge | Femmes |
| ------ | ------------ | ------ |
| 0,2    | 90 ou +      | 0,6    |
| 3,7    | 75-89 ans    | 4,2    |
| 15,3   | 60-74 ans    | 14,3   |
| 19,0   | 45-59 ans    | 19,1   |
| 21,7   | 30-44 ans    | 23,7   |
| 15,3   | 15-29 ans    | 14,9   |
| 24,6   | 0-14 ans     | 23,1   |

| Hommes | Classe d’âge | Femmes |
| ------ | ------------ | ------ |
| 0,6    | 90 ou +      | 1,8    |
| 6      | 75-89 ans    | 8,6    |
| 15,1   | 60-74 ans    | 16,4   |
| 19,4   | 45-59 ans    | 18,8   |
| 20,1   | 30-44 ans    | 19,3   |
| 19,2   | 15-29 ans    | 17,4   |
| 19,5   | 0-14 ans     | 17,6   |

## Lieux et monuments

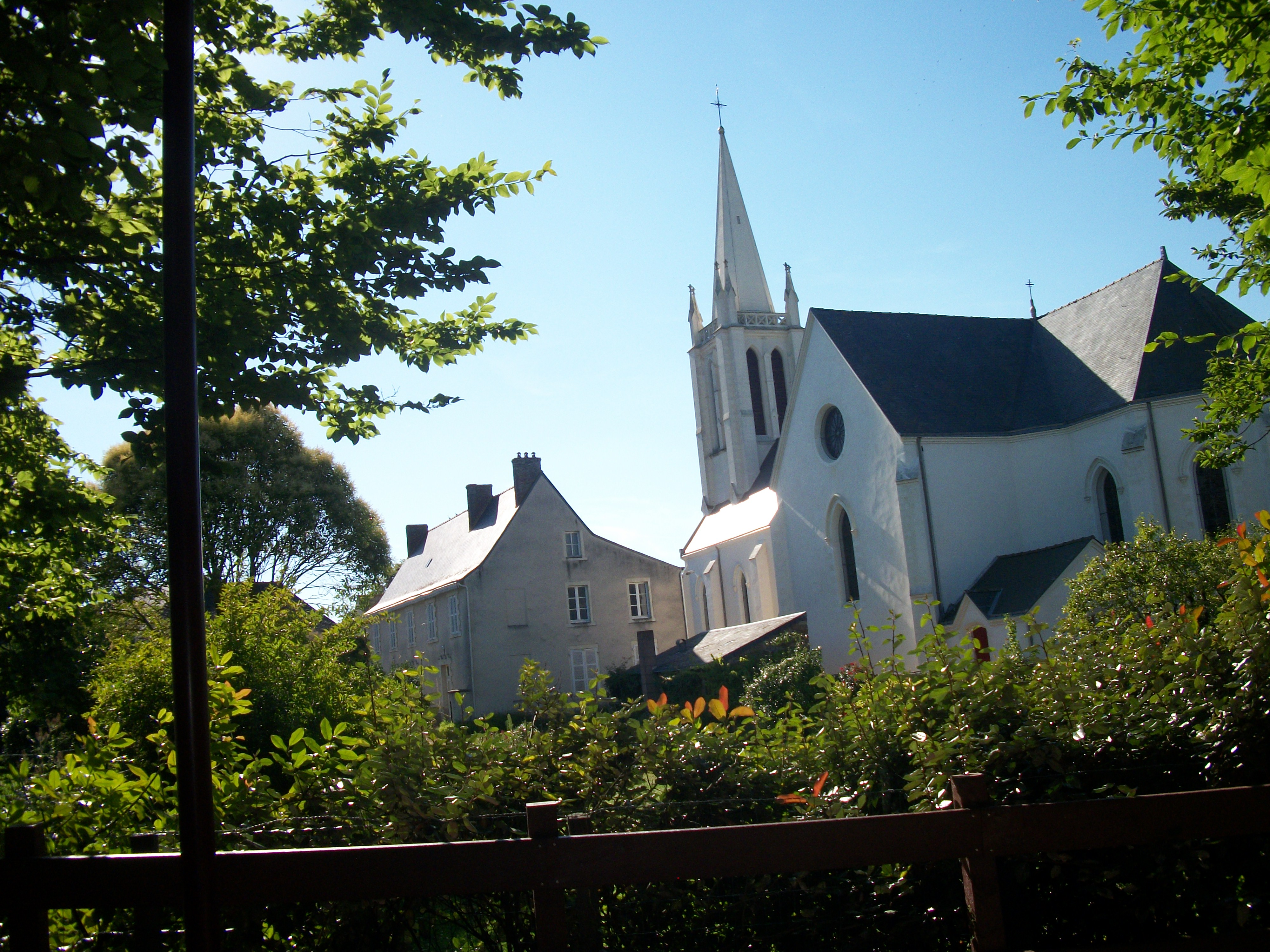
Église et presbytère.

- Plaine de Mazerolles (1000 hectares), site protégé d'intérêt ornithologique et tourbières (VIe siècle).
- Église Saint-Médard (1849-1870), sur la partie droite de ce triptyque monumental figure « La Passion du Christ », tandis que sur la partie gauche est représenté le « Sacrifice de la Messe », ainsi que  « La Fuite en Égypte » est l'œuvre d' Albert Lemasson, et de son frère  Paul en 1942.
- Presbytère (1450-1739-XIXe siècle).
- Lavoir dans le bourg.
- Calvaire du Patis-Ménoret (XIXe siècle).
- Chapelle Saint-Jean-Baptiste (XVIIe siècle–1879) à La Ceriseraie.
- École Saint-Anne (1909).
- Ancienne école des garçons Saint-Martin (maintenant bibliothèque municipale).
- Ancienne gare ferroviaire à La Gare.
- La Voie verte (ancienne ligne ferroviaire).
- Château des Yonnières (XVIIIe siècle) avec parc et chapelle (XIXe siècle).
- Château du Perray (XIXe siècle).
- Château de la Rimbertière (XIXe siècle).
- Manoir de la Valinière (XVIIe siècle).
- Logis du Brouaissais.
- Demeure à La Bérangerie (XVIIIe-XIXe siècle).
- Logis des Places.
- Le Grand moulin des Places (XVIIIe siècle).
- Le Petit moulin des Places.
- Moulin de la Ceriseraie.

## Équipements et services

### Transports
Saint-Mars-du-Désert est desservie par les lignes 348 et 360 du réseau de transport Aléop du Conseil régional, ce qui permet de relier le pôle multimodal Haluchères-Batignolles en 25 minutes et le centre-ville de Nantes en 40 minutes.

### Rail
Saint-Mars-du-Désert possédait une gare sur la ligne de Segré à Nantes-État, jusqu'à sa fermeture au XXe siècle. Les gares et haltes encore desservies par le train les plus proches sont :
- Le Cellier, sur la ligne commerciale Nantes - Ancenis, à 9 km.
- Sucé-sur-Erdre, sur la ligne de Nantes à Châteaubriant, à 13 km.
- Nort-sur-Erdre, sur la même liaison, à 15 km.
- Ancenis, sur la ligne Nantes - Angers, et possédant du TGV les week-ends, à 21 km.
- Nantes, bénéficiant du TGV tous les jours sur plusieurs liaisons, permettant de se rendre dans plusieurs endroits de la France, à 23 km.

## Personnalités liées à la commune
- Julienne David, corsaire sous le nom de Jacques David.
- Thibault-François de l'Orme, commissaire du district de Nantes, tué à Saint-Mars-du-Désert en mars 1793, lors d'un soulèvement de paysans.
- Adolphe Decroix, sénateur, propriétaire du château du Perray.
- Pierre Barbotin, ancien cycliste professionnel.
- Paul et Albert Lemasson, peintres internationaux.
- Édouard Bureau, médecin, propriétaire du château du Perray.
- Jean-François Kierzkowski, écrivain.
- Jean-Louis Rolland, député SFIO, s'évade à Saint-Mars-du-Désert dans la nuit du 3 au 4 août 1944.

## Économie
- Agriculture pérenne à la suite du remembrement (76-79)
- Exploitation de la tourbe
- Pépinière
- Tourisme (Ferme équestre, circuits de randonnée et gîtes ruraux)

## Vie locale
- Fête annuelle de la Saint Jean.
- Fête de la musique, avec une sardinade organisée par les artisans.
- Semaine sans télé, en mai.
- Festival Saint M'Arts de rue, tous les deux ans.
- Pêche aux étangs de la ville.
- Ferme équestre de Mazerolles : randonnées.

## Paroisse Saint-Médard
Depuis 2003, la paroisse Saint-Médard appartient à un regroupement de paroisses, comprenant aussi Ligné, Mouzeil, Couffé et Le Cellier. Cet ensemble paroissial a pris le nom de Saint Pierre sur Loire. Depuis 2014, c'est le père Frédéric Rousteau qui en est le curé.

## Images

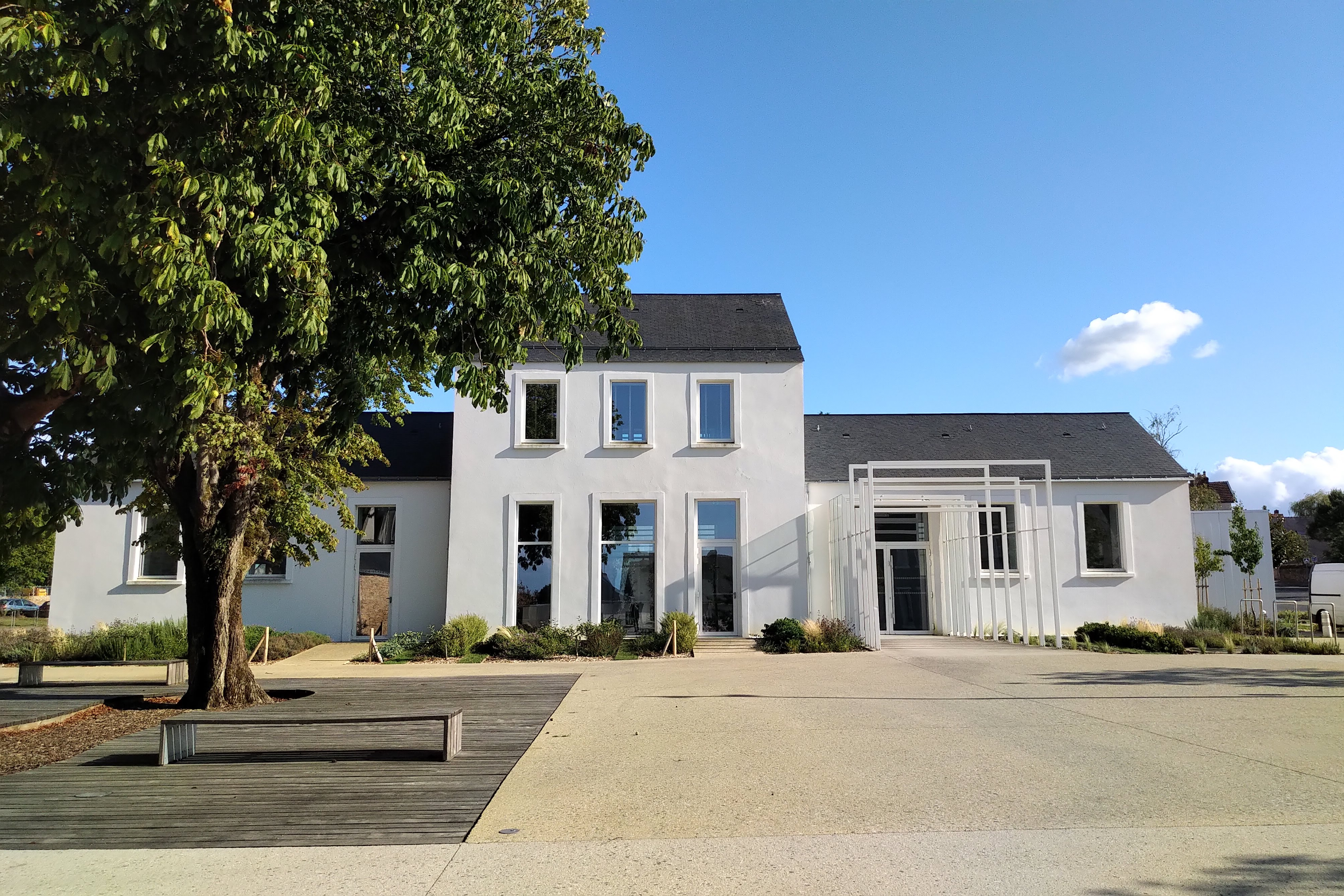
Place Jean-Moulin avec l'hôtel de ville à l'arrière-plan.
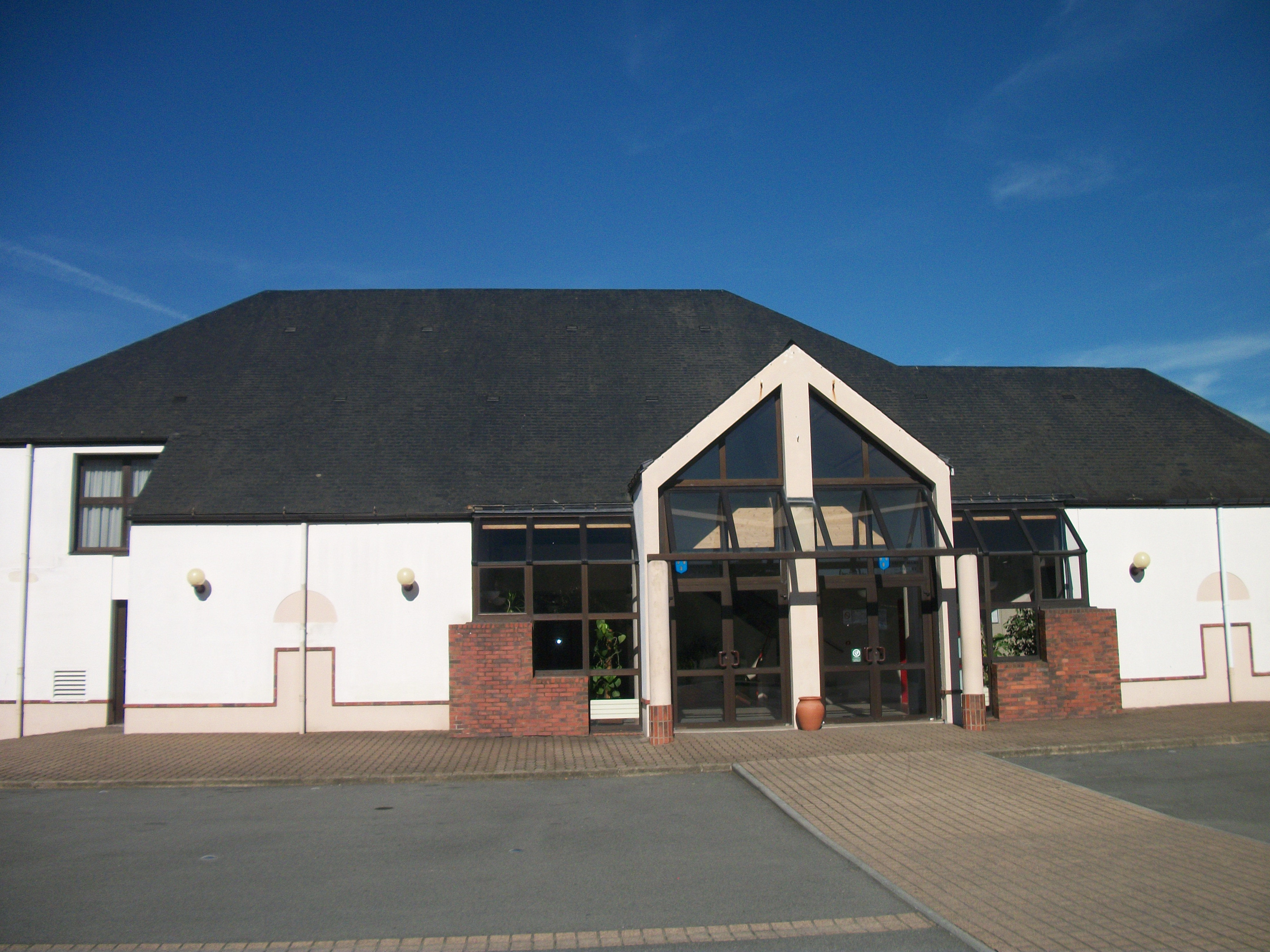
Salle André-Malraux.
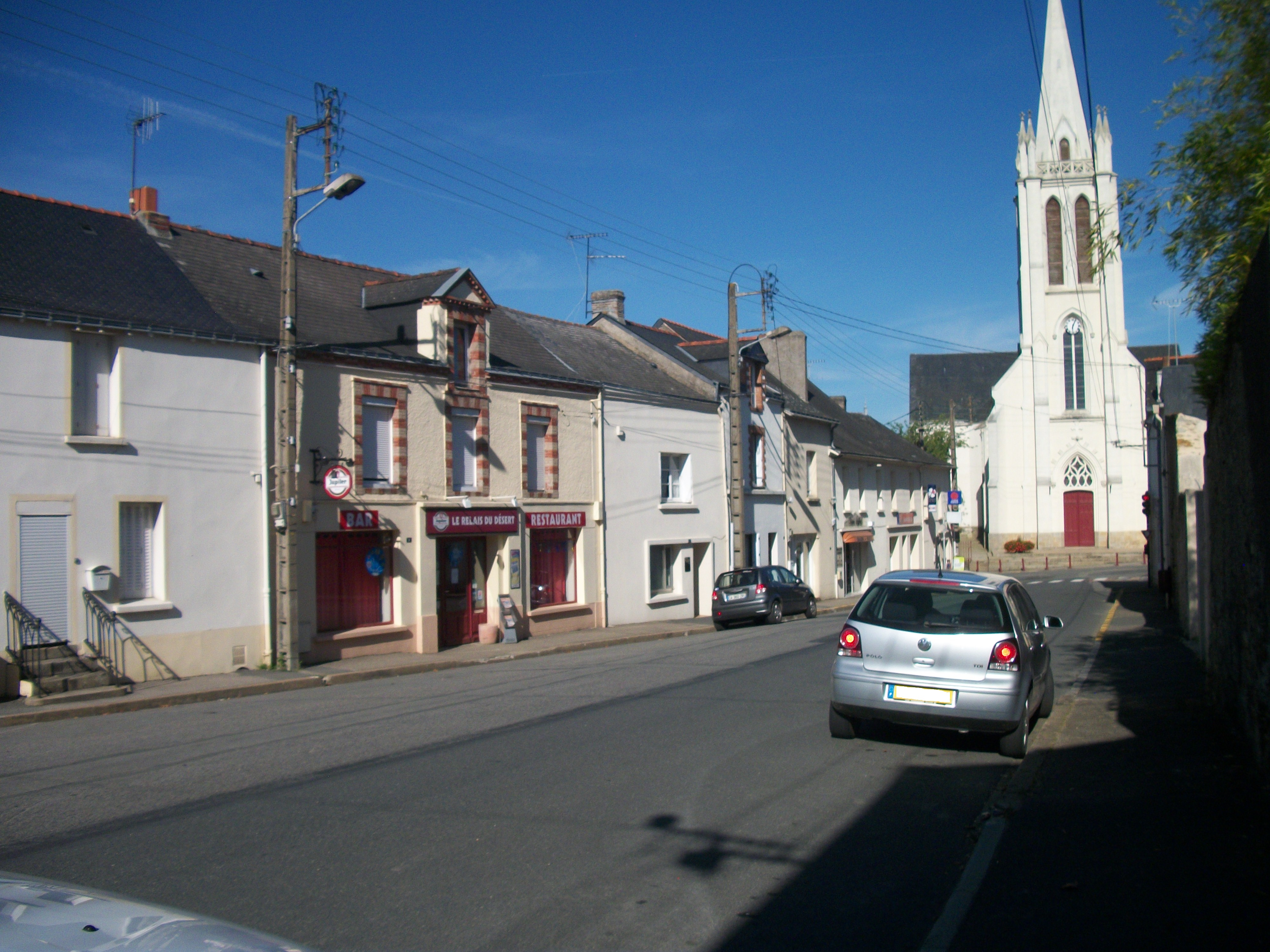
La rue Julienne-David avec l'église Saint-Médard à l'arrière-plan.
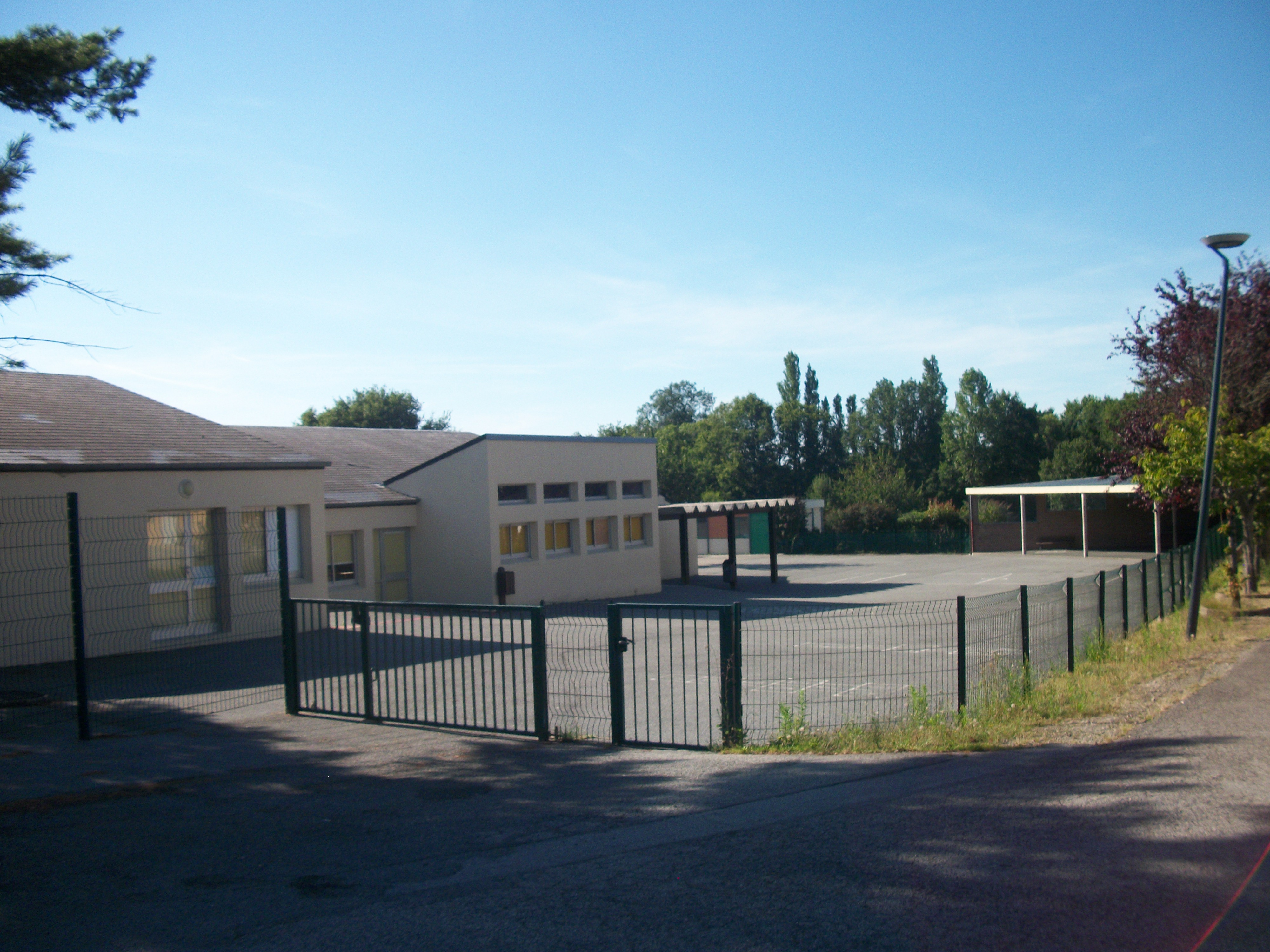
École primaire publique George-Sand.